# Beitrittsverhandlungen Kroatiens mit der Europäischen Union
Die Beitrittsverhandlungen Kroatiens mit der Europäischen Union führten zum Beitritt am 1. Juli 2013 in der siebten EU-Erweiterungsrunde in die Europäische Union. Der Beitritt wurde nach allgemeinem politischen Konsens aller politischer Parteien in Kroatien als oberste Staatspriorität erachtet. Das Land stellte am 21. Februar 2003 den Antrag auf Vollmitgliedschaft und erhielt daraufhin am 18. Juni 2004 den offiziellen Status als Beitrittskandidat der Europäischen Union. Die eigentlichen Verhandlungen zum Beitritt begannen am 4. Oktober 2005, nachdem die Chefanklägerin des Internationalen Strafgerichtshofs für das ehemalige Jugoslawien die volle Zusammenarbeit Kroatiens mit dem Tribunal bestätigt hatte, was seitens der EU als Grundbedingung für die Eröffnung von Beitrittsverhandlungen gefordert worden war. Bereits zuvor trat am 1. Februar 2005 ein Stabilisierungs- und Assoziierungsabkommen (SAA) zwischen der EU und Kroatien in Kraft.
Im Juni 2011 wurden die Beitrittsverhandlungen mit Kroatien nach Abschluss aller Verhandlungskapitel formell beendet. Die letzten Verhandlungskapitel wurden im Rahmen der abschließenden Beitrittskonferenz am 30. Juni 2011 unter ungarischem Vorsitz abgeschlossen.
Mit dem Beitritt Kroatiens beabsichtigt die EU den anderen Staaten Südosteuropas zu signalisieren, dass bei entsprechendem Reformwillen und einer Annäherung an europäische Grundwerte ein EU-Beitritt möglich ist. Im Lande selbst wurde seitens kroatischer Politiker stets die Notwendigkeit von Reformen um des eigenen Willens und der Zukunft des Staates im europäischen Kontext hervorgehoben. Die kroatischen Beitrittsverhandlungen dauerten in ihrer Gesamtheit 5 Jahre und 8 Monate. Als neu hinzugekommener Mitgliedstaat ist Kroatien gemäß vertraglicher Vorgaben verpflichtet, den Euro als Währung einzuführen, was am 1. Januar 2023 erfolgte.
Kroatien hat am 9. Dezember 2011 im Rahmen des Europäischen Rates in Brüssel den Beitrittsvertrag unterzeichnet. Laut Beschluss des kroatischen Parlaments wurde das Referendum über den EU-Beitritt am 22. Januar 2012 abgehalten. Dabei haben zwei Drittel für den Beitritt zur EU gestimmt.
Mit Hinterlegung der letzten Ratifikationsurkunde am 21. Juni 2013 war der Ratifikationsprozess erfolgreich abgeschlossen worden, seit dem Beitritt Kroatiens ist die kroatische Sprache die 24. Amtssprache der EU.

## Geschichte

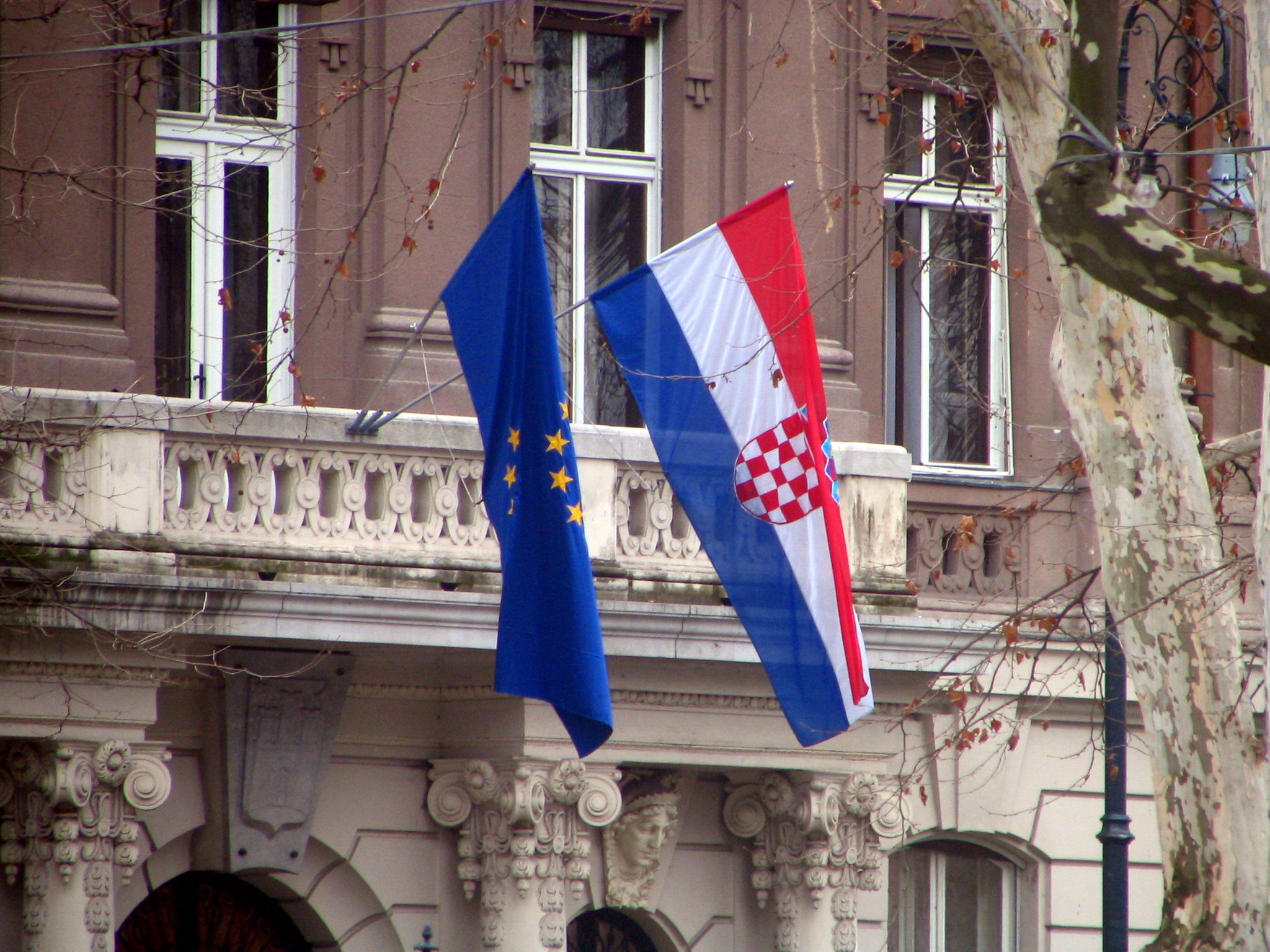
Die Europaflagge und die Flagge Kroatiens am Gebäude des kroatischen Ministeriums für auswärtige Angelegenheiten und europäische Integration (MVPEI)

### Unabhängigkeit und Sehnsucht nach Europa
Bereits seit der Unabhängigkeitserklärung im Jahre 1991 bestand seitens Kroatiens der Wunsch nach einem EU-Beitritt. Dies wurde als logische Notwendigkeit erachtet, zumal sich die kroatische Bevölkerung in kultureller und geschichtlicher Hinsicht als fester Bestandteil dieser Wertegemeinschaft sieht.
Kurz nach der Ausrufung der Unabhängigkeit im Jahre 1991 sah sich Kroatien jedoch mit den blutigen Folgen der Loslösung von Jugoslawien konfrontiert. Bereits mitten in den Kriegswirren des Kroatienkrieges 1994 begannen Verhandlungen mit der EU über ein Stabilisierungsabkommen. Angesichts der Militäroperation Oluja, welche zur Wiedereingliederung der okkupierten Gebiete Kroatiens führte, kam dieses Abkommen jedoch nicht zustande. Dadurch verlor Kroatien wertvolle Finanzmittel, die im Programm PHARE vorgesehen gewesen waren.

### Stabilisierung und Verhandlungsbeginn
Die Bemühungen Kroatiens um eine Annäherung an die Standards der EU sowie um gutnachbarschaftliche Beziehungen in der Region wurden im Rahmen des Gipfeltreffens in Zagreb zur Förderung der regionalen Zusammenarbeit in Südosteuropa am 24. November 2000 gewürdigt. Als Folge dieses Prozesses konnte Kroatien am 29. Oktober 2001 ein Stabilisierungs- und Assoziierungsabkommen (SAA) mit der Europäischen Union unterzeichnen, ab wann auch eine Teilnahme am Programm CARDS ermöglicht wurde. Die formelle Bewerbung Kroatiens um eine Mitgliedschaft in der EU wurde am 21. Februar 2003 eingereicht. Am 18. Juni 2004 erhielt Kroatien nach dem positiven Avis der EU den Status eines offiziellen Beitrittskandidaten. Das Stabilisierungs- und Assoziierungsabkommen trat am 1. Februar 2005 in Kraft, ab wann auch Finanzmittel aus den Programmen PHARE und ISPA in Anspruch genommen werden konnten.
Die Beitrittsverhandlungen sollten am 17. März 2005 beginnen, jedoch wurde die Zusammenarbeit der kroatischen Regierung mit dem Internationalen Strafgerichtshof für das ehemalige Jugoslawien in Frage gestellt. Nachdem die Chefanklägerin des Strafgerichtshofs, Carla del Ponte, am 3. Oktober 2005 eine veränderte Haltung der kroatischen Behörden in dieser Frage und eine zufriedenstellende Zusammenarbeit bescheinigt hatte, wurden die offiziellen Beitrittsverhandlungen aufgenommen. Der Beginn der Verhandlungen, gleichzeitig mit den Beitrittsverhandlungen mit der Türkei, erfolgte wegen der Verzögerungen am 4. Oktober 2005 kurz nach Mitternacht in Luxemburg. Da aber Großbritannien die Ratspräsidentschaft innehatte, behalf man sich mit der in Großbritannien gültigen Westeuropäischen Sommerzeit, nach der es noch der im Frühjahr vereinbarte 3. Oktober war. Der Screening-Prozess begann schließlich am 20. Oktober 2005. Ab 2006 nahm Kroatien am Programm SAPARD für Landwirtschaft und ländliche Entwicklung teil. Mit 1. Januar 2007 wurden die Programme PHARE, SAPARD, ISPA und CARDS durch das Instrument für Heranführungshilfe (IPA) ersetzt.

### Stolpersteine mit Slowenien
Der Präsident der Europäischen Kommission José Manuel Barroso erklärte am 13. März 2008, nachdem ein Disput zwischen Kroatien und Slowenien über Fischereirechte beigelegt werden konnte, dass das Land die Beitrittsverhandlungen im Jahr 2009 zum Abschluss bringen und somit 2010 der EU beitreten könnte. Am 5. November 2008 veröffentlichte die Europäische Kommission einen detaillierten Fortschrittsbericht zu den Beitrittsverhandlungen. EU-Erweiterungskommissar Olli Rehn stellte Kroatien zu diesem Anlass erneut einen Abschluss der Verhandlungen Ende 2009 in Aussicht, während er den Beitritt spätestens im Jahr 2011 erwarte.
Das Nachbarland Slowenien blockierte allerdings zehn Monate lang die Öffnung der letzten elf Verhandlungskapitel aufgrund der rechtlich ungeklärten Grenzfrage mit Kroatien, insbesondere hinsichtlich der adriatischen Hoheitsgewässer, woraufhin die Europäische Union den Beitritt auf unbestimmte Zeit vertagt hatte. Am 11. September 2009 wurde bekannt gegeben, dass sich die beiden Staaten auf einen Kompromiss im Grenzkonflikt geeinigt hätten, so dass Slowenien sein Veto gegenüber Kroatien aufhob und die Beitrittsverhandlungen weitergehen konnten. Einzig der außenpolitische Ausschuss des slowenischen Parlaments musste diesem Schritt noch zustimmen, was er am 29. September einstimmig tat.

### Umsetzung von Reformen
Ausschlaggebend für den weiteren Verlauf der Beitrittsverhandlungen waren Fortschritte bei der Reform des Justizwesens sowie der Umgang des kroatischen Rechtsstaates mit der Korruption im eigenen Lande. Die kroatische Behörde zur Bekämpfung von Korruption und organisierter Kriminalität (USKOK) etwa zeigte sich im Kampf gegen die Korruption als zunehmend wirksames Instrument. So konnten zahlreiche Korruptionsskandale aufgedeckt und hochrangige Politiker und Beamte vor Gericht gestellt werden. Als augenscheinlichstes Beispiel der erfolgreichen Justizreform kann die strafrechtliche Verfolgung des ehemaligen kroatischen Premierministers Ivo Sanader ab 2010 genannt werden. Viele weitere Beispiele verdeutlichten die Unabhängigkeit des kroatischen Polizei- und Justizwesens. Diese gaben der Bevölkerung das klare Signal, dass alle Bürger vor dem Gesetz gleichgestellt sind.
Am 6. Juni 2011 wurde das Kapitel „Fischerei“ abgeschlossen. Damit waren 31 von 34 Kapiteln geschlossen. Am 10. Juni 2011 empfahl die Europäische Kommission dem Rat, die verbliebenen Kapitel zu schließen. Sie sprach sich für die Aufnahme Kroatiens in die Europäische Union aus.

### Verhandlungsabschluss
Der Abschluss der Verhandlungen wurde während der ungarischen EU-Ratspräsidentschaft durch den Europäischen Rat am 24. Juni 2011 beschlossen. Die letzten Verhandlungskapitel wurden im Rahmen einer abschließenden Beitrittskonferenz Ende Juni 2011 abgeschlossen. Die feierliche Unterzeichnung des Beitrittsvertrags fand am 9. Dezember 2011 im Rahmen des Europäischen Rates in Brüssel während der polnischen Ratspräsidentschaft statt. Nach Ratifizierung des Beitrittsvertrags durch alle Mitgliedstaaten trat Kroatien am 1. Juli 2013 der EU bei.

### Ratifizierungen

Karte zu den Ratifizierungen

Am 1. Dezember 2011 hat das Europäische Parlament den Beitrittsvertrag mit 564 Ja-Stimmen, 38 Nein-Stimmen und 32 Stimmenthaltungen angenommen.
Am 5. Dezember 2011 beschloss der EU Rat für Allgemeine Angelegenheiten die Aufnahme Kroatiens.
Die kroatische Bevölkerung stimmte in einem Referendum am 22. Januar 2012 mit 66,25 Prozent für den EU-Beitritt. Der Beitrittsvertrag wurde am 9. März 2012 vom kroatischen Parlament, dem Sabor, einstimmig formell verabschiedet. Der Abschluss der Ratifizierung zog zudem eine Änderung der kroatischen Verfassung mit sich.
- Am 1. Februar 2012 hat das slowakische Parlament den Beitritt ratifiziert.[26] Am 17. Februar 2012 hat der slowakische Präsident Ivan Gašparovič die Ratifizierung unterzeichnet, womit diese in Kraft getreten ist.[27]
- Am 13. Februar 2012 hat das ungarische Parlament mit 334 Stimmen dafür, 0 dagegen und 5 enthaltenen den Beitrittsvertrag ratifiziert.[28] Durch die Veröffentlichung im ungarischen Gesetzblatt vom 15. Februar 2012 ist die Ratifizierung des Beitrittsvertrages formell in Kraft getreten.[29]
- Am 17. Februar 2012 hat das bulgarische Parlament einstimmig für den Beitrittsvertrag gestimmt und somit ratifiziert.[30]
- Am 15. Februar 2012 stimmte das italienische Unterhaus mit 483 Stimmen dafür und 2 dagegen für den Beitrittsvertrag.[31]
- Am 28. Februar 2012 erfolgte die Zustimmung des italienischen Senats mit 216 Stimmen dafür, 2 dagegen und 22 Enthaltungen.[32]
- Am 5. März 2012 hat das maltesische Parlament einstimmig für den Beitrittsvertrag gestimmt und somit ratifiziert.[33]
- Am 22. März 2012 hat das lettische Parlament für den Beitrittsvertrag gestimmt, die Ratifizierung erfolgte durch Unterschrift des lettischen Präsidenten Andris Bērziņš am 2. April 2012.[34]
- Am 26. April 2012 hat das litauische Parlament für den Beitrittsvertrag gestimmt.[35]
- Am 3. Mai 2012 hat das zypriotische Parlament einstimmig für den Beitrittsvertrag gestimmt.[36]
- Am 8. Juni 2012 hat das tschechische Parlament, wie auch zuvor am 25. April der Senat, für den Beitrittsvertrag gestimmt.[37]
- Am 26. Juni 2012 hat das rumänische Parlament einstimmig für den Beitrittsvertrag gestimmt[38] und Tschechiens Präsident Vaclav Klaus hat den Beitrittsvertrag unterschrieben.[39]
- Am 2. Juli 2012 hat der rumänische Präsident Traian Băsescu den Beitrittsvertrag ratifiziert.[40]
- In Österreich genehmigte am 4. Juli 2012 der Nationalrat und am 6. Juli 2012 der Bundesrat den Abschluss des Beitrittsvertrages mit jeweils einigen Gegenstimmen der FPÖ.[41][42] Die formelle Ratifizierung für Österreich erfolgte am 9. Juli 2012 durch Bundespräsident Heinz Fischer in Anwesenheit des kroatischen Präsidenten Ivo Josipovic.[43][44]
- Am 12. September 2012 hat das estnische Parlament einstimmig für den Beitritt gestimmt.[45]
- Am 14. September 2012 hat das polnische Sejm (Unterhaus) mit einer Gegenstimme für den Beitritt gestimmt.[46]
- Am 21. September 2012 hat das portugiesische Parlament für den Beitritt gestimmt.[47]
- Am 11. Oktober 2012 hat das spanische Unterhaus einstimmig für den Beitritt gestimmt.[48]
- Am 2. Mai 2013 hat Dänemark nach dem positiven Bericht der Kommission als vorletzter Staat einstimmig für den Beitritt gestimmt.[49]
- Der Deutsche Bundestag hat entsprechende Gesetzesentwürfe hierzu am 16. Mai 2013 diskutiert und anschließend namentlich darüber abgestimmt.[50] 583 Abgeordnete stimmten für den Beitritt, 6 enthielten sich.[51] Am 7. Juni stimmte der Bundesrat einstimmig für den Beitritt. Das Zustimmungsgesetz wurde am 14. Juni vom Bundespräsidenten unterzeichnet und am 19. Juni 2013 im Bundesgesetzblatt verkündet (BGBl. II S. 586).

Mit Hinterlegung der Ratifikationsurkunde Deutschlands am 21. Juni 2013 war der Ratifikationsprozess in allen Mitgliedsstaaten abgeschlossen.
| Staat                  | Parlamentsbeschluss              | Abschluss des Gesetzgebungsprozesses | Hinterlegung der Urkunde |
| ---------------------- | -------------------------------- | ------------------------------------ | ------------------------ |
| Europäische Union      | 1. Dez. 2011                     | 5. Dez. 2011 (Rat)                   | (entfällt)               |
| Kroatien               | 9. März 2012                     | 28. März 2012                        | 4. Apr. 2012             |
| Belgien                | 22. Okt. 2012 bis 24. Mai 2013   | 22. Okt. 2012 bis 30. Mai 2013       | 10. Juni 2013            |
| Bulgarien              | 17. Feb. 2012                    | 28. Feb. 2012                        | 19. Apr. 2012            |
| Dänemark               | 2. Mai 2013                      | 8. Mai 2013                          | 29. Mai 2013             |
| Deutschland            | 16. Mai 2013 und 7. Juni 2013    | 14. Juni 2013                        | 21. Juni 2013            |
| Estland                | 12. Sep. 2012                    | 18. Sep. 2012                        | 24. Okt. 2012            |
| Finnland               | 18. Dez. 2012                    | 15. März 2013                        | 6. Mai 2013              |
| Frankreich             | 15. Jan. 2013 bzw. 17. Jan. 2013 | 28. Jan. 2013                        | 20. März 2013            |
| Griechenland           | 30. Okt. 2012                    | 5. Nov. 2012                         | 27. Dez. 2012            |
| Irland                 | 19. Juni 2012 bzw. 27. Juni 2012 | 3. Juli 2012                         | 8. Okt. 2012             |
| Italien                | 15. Feb. 2012 bzw. 28. Feb. 2012 | 29. Feb. 2012                        | 10. Apr. 2012            |
| Lettland               | 22. März 2012                    | 2. Apr. 2012                         | 6. Juni 2012             |
| Litauen                | 26. Apr. 2012                    | 8. Mai 2012                          | 20. Juni 2012            |
| Luxemburg              | 9. Okt. 2012                     | 29. Nov. 2012                        | 17. Jan. 2013            |
| Malta                  | 5. März 2012                     | 5. März 2012                         | 2. Apr. 2012             |
| Niederlande            | 5. Feb. 2013 bzw. 16. April 2013 | 18. Apr. 2013                        | 31. Mai 2013             |
| Österreich             | 4. Juli 2012 bzw. 6. Juli 2012   | 9. Juli 2012                         | 8. Aug. 2012             |
| Polen                  | 14. Sep. 2012 bzw. 4. Okt. 2012  | 19. Dez. 2012                        | 12. Feb. 2013            |
| Portugal               | 21. Sep. 2012                    | 14. Nov. 2012                        | 19. Dez. 2012            |
| Rumänien               | 26. Juni 2012                    | 2. Juli 2012                         | 2. Aug. 2012             |
| Schweden               | 7. Nov. 2012                     | 7. Nov. 2012                         | 8. Jan. 2013             |
| Slowakei               | 1. Feb. 2012                     | 17. Feb. 2012                        | 19. März 2012            |
| Slowenien              | 2. Apr. 2013                     | 10. Apr. 2013                        | 18. Juni 2013            |
| Spanien                | 11. Okt. 2012 bzw. 24. Okt. 2012 | 30. Okt. 2012                        | 8. Jan. 2013             |
| Tschechische Republik  | 25. Apr. 2012 bzw. 8. Juni 2012  | 26. Juni 2012                        | 4. Juli 2012             |
| Ungarn                 | 13. Feb. 2012                    | 14. Feb. 2012                        | 22. März 2012            |
| Vereinigtes Königreich | 27. Nov. 2012 bzw. 21. Jan. 2013 | 31. Jan. 2013                        | 20. Mai 2013             |
| Zypern                 | 3. Mai 2012                      | 18. Mai 2012                         | 11. Juni 2012            |

## Verhandlungsprozedere

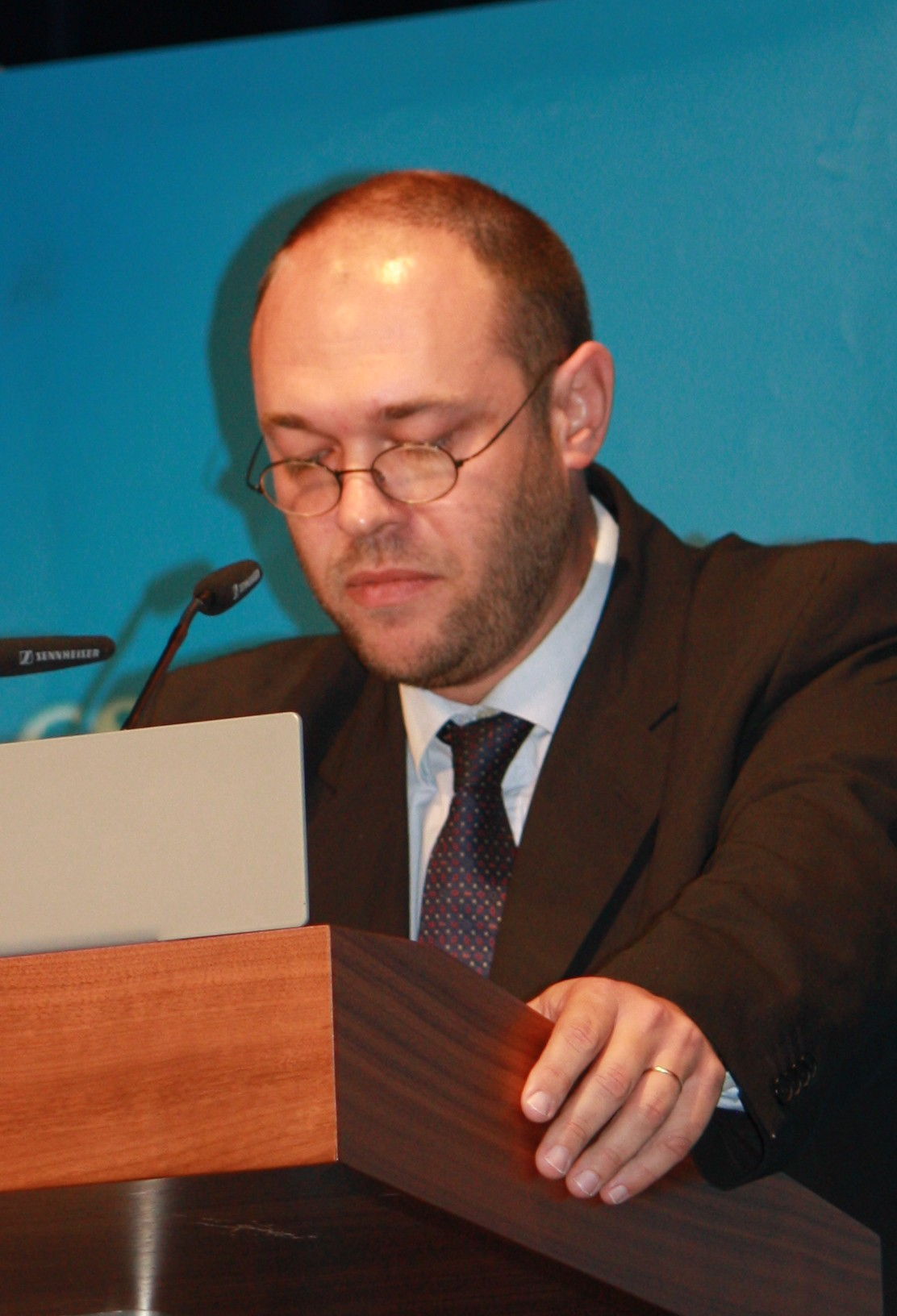
Davor Stier, Sondergesandter der kroatischen Regierung für europäische und transatlantische Beziehungen (2011)

### Reformiertes Beitrittsverfahren
Das nach dem EU-Beitritt Bulgariens und Rumäniens im Jahr 2007 reformierte Beitrittsverfahren sieht die Erfüllung von insgesamt 35 Verhandlungskapiteln vor. Kroatien war das erste Beitrittskandidatenland, bei dem das reformierte Beitrittsverfahren der EU angewandt wurde. Dieses sieht vor, dass Kroatien sowohl bei der Eröffnung von Verhandlungskapiteln, als auch bei deren Abschluss so genannte Benchmarks bzw. Leistungsnachweise („track record“) vorweisen muss, welche nachweislich belegen sollen, dass etwa Gesetzesakte nicht nur in Kraft getreten sind, sondern auch umgesetzt werden. Die Mitgliedstaaten der EU verfügen über das Recht, zu jedem Zeitpunkt ein Veto gegen die Fortführung der Verhandlungen einzulegen. Diese Blockademöglichkeit wurde insbesondere von Slowenien ausgiebig in Anspruch genommen.
Grundsätzlich sieht das reformierte Beitrittsverfahren vor, dass zunächst eine analytische Auswertung bzw. ein gründliches Screening der Gesetzgebung seitens der Europäischen Kommission vorgenommen wird. Kroatien musste in weiterer Folge vor Beginn und Abschluss jedes Kapitels die Erfüllung eigener Benchmarks bzw. Grundbedingungen vorlegen. Nach Prüfung durch die Kommission empfiehlt diese dem Rat, d. h. den Mitgliedstaaten, die Eröffnung bzw. den Abschluss eines oder mehrerer Verhandlungskapitel (Entwurf eines gemeinsamen Standpunktes der EU, engl. Draft EU Common Position). Erst nach Freigabe durch die Mitgliedstaaten (üblicherweise durch den Rat für Allgemeine Angelegenheiten der Außenminister der EU) beginnen bzw. enden die Verhandlungen eines Kapitels. Der formelle Abschluss von Verhandlungskapiteln findet im Rahmen von eigens anberaumten zwischenstaatlichen Beitrittskonferenzen (engl. Intergovernmental Conference) statt, an denen Vertreter der Kommission, des Vorsitzes und des Kandidatenstaates teilnehmen. Die Kommission erstellt jährliche Fortschrittsberichte zu den Verhandlungen.

### Die Rolle des Europäischen Parlaments
Nach Art. 49 des EU-Vertrags bedarf jede Erweiterung der Zustimmung des Europäischen Parlaments, das mit der absoluten Mehrheit seiner Mitglieder beschließt. Das Europäische Parlament ist aktiver Beobachter der Beitrittsverhandlungen und bewertet regelmäßig den Stand der Verhandlungen. Die Kommission hat die Aufgabe, das Europäische Parlament über alle wichtigen Phasen der Beitrittsverhandlungen zu informieren. Eine große Rolle spielt das Europaparlament auch beim finanziellen Aspekt der Erweiterung. Denn als Haushaltsbehörde bewilligen das Europäische Parlament und der Rat gemeinsam alle Ausgaben der EU.

### Verhandlungskapitel
Die Verhandlungen begannen am 12. Juni 2006 und wurden am 30. Juni 2011 abgeschlossen.
| Kapitel                                                                  | Screening          | eröffnet          | abgeschlossen     |
| ------------------------------------------------------------------------ | ------------------ | ----------------- | ----------------- |
| 01. Freier Warenverkehr                                                  | 17. Februar 2006   | 25. Juli 2008     | 19. April 2010    |
| 02. Freizügigkeit der Arbeitnehmer                                       | 8. September 2006  | 17. Juni 2008     | 2. Oktober 2009   |
| 03. Niederlassungsfreiheit und freier Dienstleistungsverkehr             | 16. Dezember 2005  | 26. Juni 2007     | 21. Dezember 2009 |
| 04. Freier Kapitalverkehr                                                | 21. Dezember 2005  | 2. Oktober 2009   | 5. November 2010  |
| 05. Vergaberecht                                                         | 29. November 2005  | 19. Dezember 2008 | 30. Juni 2010     |
| 06. Gesellschaftsrecht                                                   | 19. Juli 2006      | 26. Juni 2007     | 2. Oktober 2009   |
| 07. Schutz geistiger Eigentumsrechte                                     | 1. März 2006       | 29. März 2007     | 19. Dezember 2008 |
| 08. Wettbewerbsrecht                                                     | 6. Dezember 2005   | 30. Juni 2010     | 30. Juni 2011     |
| 09. Finanzdienstleistungen                                               | 5. Mai 2006        | 26. Juni 2007     | 27. November 2009 |
| 10. Informationsgesellschaft und Medien                                  | 18. Juli 2006      | 26. Juni 2007     | 19. Dezember 2008 |
| 11. Landwirtschaft und ländliche Entwicklung                             | 2. Februar 2006    | 2. Oktober 2009   | 19. April 2011    |
| 12. Lebensmittelsicherheit, Veterinärpolitik und Pflanzenschutz          | 7. Juni 2006       | 2. Oktober 2009   | 27. Juli 2010     |
| 13. Fischerei                                                            | 29. März 2006      | 19. Februar 2010  | 6. Juni 2011      |
| 14. Verkehrspolitik                                                      | 21. September 2006 | 21. April 2008    | 5. November 2010  |
| 15. Energie                                                              | 21. Juni 2006      | 21. April 2008    | 27. November 2009 |
| 16. Steuerpolitik                                                        | 4. Juli 2006       | 2. Oktober 2009   | 30. Juni 2010     |
| 17. Wirtschafts- und Währungspolitik                                     | 9. März 2006       | 21. Dezember 2006 | 19. Dezember 2008 |
| 18. Statistiken                                                          | 14. Juli 2006      | 26. Juni 2007     | 2. Oktober 2009   |
| 19. Sozialpolitik und Beschäftigung                                      | 8. März 2006       | 17. Juni 2008     | 21. Dezember 2009 |
| 20. Unternehmens- und Industriepolitik                                   | 28. April 2006     | 21. Dezember 2006 | 25. Juli 2008     |
| 21. Transeuropäisches Verkehrsnetz                                       | 22. September 2006 | 19. Dezember 2007 | 2. Oktober 2009   |
| 22. Regionalpolitik und Koordination der strukturpolitischen Instrumente | 6. Oktober 2006    | 2. Oktober 2009   | 19. April 2011    |
| 23. Justiz und Grundrechte                                               | 18. Oktober 2006   | 30. Juni 2010     | 30. Juni 2011     |
| 24. Justiz, Freiheit und Sicherheit                                      | 23. Februar 2006   | 2. Oktober 2009   | 22. Dezember 2010 |
| 25. Wissenschaft und Forschung                                           | 15. November 2005  | 12. Juni 2006     | 12. Juni 2006     |
| 26. Bildung und Kultur                                                   | 17. November 2005  | 11. Dezember 2006 | 11. Dezember 2006 |
| 27. Umwelt                                                               | 19. Mai 2006       | 19. Februar 2010  | 22. Dezember 2010 |
| 28. Verbraucher- und Gesundheitsschutz                                   | 11. Juli 2006      | 12. Oktober 2008  | 27. November 2009 |
| 29. Zollunion                                                            | 16. März 2006      | 21. Dezember 2006 | 2. Oktober 2009   |
| 30. Beziehungen nach außen                                               | 15. September 2006 | 12. Oktober 2007  | 30. Oktober 2008  |
| 31. Außenpolitik, Sicherheits- und Verteidigungspolitik                  | 2. Oktober 2006    | 30. Juni 2010     | 22. Dezember 2010 |
| 32. Finanzkontrolle                                                      | 29. Juni 2006      | 26. Juni 2007     | 27. Juli 2010     |
| 33. Finanz- und Haushaltsbestimmungen                                    | 27. September 2006 | 19. Dezember 2007 | 30. Juni 2011     |
| 34. Institutionen                                                        | –                  | 5. November 2010  | 5. November 2010  |
| 35. Andere Fragen                                                        | –                  | entfällt          | 30. Juni 2011     |

### Neuerungen und Sonderklauseln
Kroatien war bislang das einzige Beitrittskandidatenland, welches Kapitel 23 „Justiz und Grundrechte“ zu erfüllen hatte.
Der Beitrittsvertrag Kroatiens sah auf Wunsch Frankreichs vor, dass Kroatien dem „reformierten Schengenraum“ beitreten soll. Zudem soll die mit dem Beitritt verbundene Änderung von EU-Vertrag und AEU-Vertrag genutzt werden, um einige andere Reformen im Bereich der Fiskalstabilität in das Primärrecht aufzunehmen. Dies betrifft etwa den im Rahmen der Euro-Krise beschlossenen Europäischen Stabilisierungsmechanismus.

## Besonderheiten

### Kriegsfolgen und Erweiterungsapathie
Als Besonderheiten der kroatischen Beitrittsverhandlungen können zahlreiche Angelegenheiten aufgeführt werden, die nicht Bestandteil des gemeinschaftlichen Besitzstandes (frz. acquis communautaire) und somit auch nicht Bestandteil der eigentlichen Beitrittsverhandlungen sind. So hatte sich Kroatien intensiv mit zahlreichen Nachwirkungen des Kroatienkrieges, welche bis zum Abschluss der Beitrittsverhandlungen spürbar waren, auseinanderzusetzen. Bereits mitten in den Kriegszeiten 1994 begannen Verhandlungen Kroatiens mit der EU über ein Stabilisierungsabkommen. Angesichts der Militäroperation Oluja, welche zu einer Wiedereingliederung der okkupierten Gebiete Kroatiens führte, kam dieses Abkommen jedoch nicht zustande. Dadurch verlor Kroatien wertvolle Finanzmittel, die im Programm PHARE vorgesehen gewesen wären.
Im Rahmen der Jugoslawienkriege zeigten sich zudem die Schwächen der fragmentierten EU-Außenpolitik. Die EU befand sich zu dieser Zeit in einem Prozess der institutionellen Neustrukturierung. Die Erfahrungen des Jugoslawienkriegs führten jedoch auch verstärkt die Notwendigkeit einer konsolidierten EU-Außenpolitik bzw. einer neuen Strategie gegenüber den südöstlichen Nachbarstaaten vor Augen. Die zögerliche Haltung gegenüber den Staaten Südosteuropas verzögerte jedoch die Aufnahme von Beitrittsverhandlungen mit Kroatien. Lediglich Slowenien, das abgesehen vom 10-Tage-Krieg von den Kriegsfolgen verschont blieb, konnte im Rahmen des Big Bang, der großen Erweiterungswelle im Jahre 2004, seine EU-Beitrittsbestrebungen finalisieren. Nach dieser umfassenden Erweiterung setzte innerhalb der EU zunehmend eine gewisse Erweiterungs-Apathie ein, was sich auf Kroatiens EU-Ambitionen negativ auswirkte.
Generell wurden die Beitrittsverhandlungen dadurch gebremst, dass die EU den Beginn von Beitrittsverhandlungen an die Auslieferung einstiger hochrangiger Generäle der kroatischen Streitkräfte knüpfte. Erst nach der Auslieferung von General Ante Gotovina wurde tatsächlich seitens des Internationalen Strafgerichtshofs für das ehemalige Jugoslawien (ICTY) die volle Zusammenarbeit mit diesem Tribunal festgestellt. Das Tribunal selbst zählt jedoch nicht zu den EU-Institutionen. Weiters wurden bis kurz vor dem Abschluss der Verhandlungen im Jahr 2011 seitens des ICTY Artillerieberichte über den Beschuss einiger kroatischer Ortschaften durch die kroatische Armee eingefordert.

### Regionale Zusammenarbeit
Angesichts der Bedeutung gutnachbarschaftlicher Beziehungen wurde daher von Kroatien stets das Erfordernis der regionalen Zusammenarbeit mit den Nachbarstaaten und Staaten des ehemaligen Jugoslawiens ausdrücklich betont. Das Beispiel der Blockade Sloweniens sollte sich etwa in möglichen Beitrittsverhandlungen mit weiteren Staaten des Westbalkans nicht wiederholen. Die Vertreter Kroatiens betonen daher kontinuierlich, dass Kroatien den EU-Beitritt weiterer Staaten des ehemaligen Jugoslawiens aufgrund ungelöster Nachbarschaftsprobleme nicht blockieren wird, was auch im Beitrittsvertrag formuliert sein sollte. Kroatien übermittelte als Zeichen des guten Willens die Übersetzung des gemeinschaftlichen Besitzstandes an seine Nachbarstaaten.

## Überwachungsmaßnahmen bis zum Beitritt
Für Kroatien wurden nach Drängen einiger weniger Mitgliedstaaten und auf Vorschlag der Kommission Überwachungsmaßnahmen eingeführt, die bis zum Beitrittsdatum selbst Anwendung fanden. Die Umsetzung dieser Verpflichtungen Kroatiens wurde durch die Kommission überwacht (Monitoring). Hierdurch sollte gewährleistet werden, dass in den Bereichen „Justiz und Grundrechte“ (Vorantreiben der Justizreformen), „Justiz, Freiheit und Sicherheit“ (Grenzschutz, Polizei- und Justizkooperation, Kampf gegen die organisierte Kriminalität) und „Wettbewerbsrecht“ (Restrukturierung des Schiffbau- und Stahlsektors) Reformen weiter vorangetrieben werden. Konkret sollte die Kommission halbjährlich über die Umsetzungsmaßnahmen berichten. Eine Verschiebung des Beitrittsdatums war nicht möglich.
Kommissarin Viviane Reding versicherte im Mai und Juni 2011, dass Kroatien im Justizbereich die nötigen Reformen implementierte und zeigte sich beeindruckt von den bisherigen Fortschritten. Diese Reformen seien irreversibel und dauerhaft. Der Monitoring-Mechanismus dient daher lediglich als zusätzliches Mittel im Eventualfall. Kroatien wurde bereits während der Verhandlungen deutlich strenger bewertet als vorige Beitrittskandidaten. Der Kommissar für Erweiterung, Štefan Füle, betonte daher ausdrücklich, dass die Kommission im Falle Kroatiens keinen Grund dafür sah, ein Überwachungssystem ähnlich jenem für Bulgarien und Rumänien, das auch nach dem EU-Beitritt gelten würde, einzuführen. Der Abschluss der Beitrittsverhandlungen wurde am 24. Juni 2011 vom Europäischen Rat beschlossen. Formell wurden die letzten Kapitel im Rahmen einer Beitrittskonferenz am 30. Juni 2011 abgeschlossen.
Nach Veröffentlichung des vierten und letzten Monitoringberichts am 26. März 2013 empfahl die Europäische Kommission den EU-Beitritt Kroatiens zum 1. Juli 2013.

## Verpflichtungen und Übergangsregelungen
Mit dem Tag des EU-Beitritts muss Kroatien grundsätzlich den gesamten gemeinschaftlichen Besitzstand (aquis communautaire) vollständig übernehmen und umsetzen. Zeitlich befristete Übergangsbestimmungen, die es auch bei früheren EU-Erweiterungen gab, betreffen v. a. die Bereiche Landwirtschaft, Arbeitnehmerfreizügigkeit, Kapitalverkehr und Umwelt. Verpflichtungen beziehungsweise Übergangsregelungen betreffen insbesondere die folgenden Bereiche:
- Allgemeine wirtschaftliche Schutzklauseln betreffend das Funktionieren des Binnenmarkts bzw. den Bereich Justiz und Inneres
- Deutschland und Österreich können im Bereich der Erbringung von Dienstleistungen durch in Kroatien niedergelassene Unternehmen die vorübergehende grenzüberschreitende Beschäftigung von Arbeitnehmern einschränken. In Deutschland sind zunächst bis Ende Juni 2015 folgende Dienstleistungssektoren von der Abweichung betroffen: Baugewerbe einschließlich verwandter Wirtschaftszweige, Reinigung von Gebäuden, Inventar und Verkehrsmitteln sowie Tätigkeiten von Innendekorateuren. Auch die Freizügigkeit der Arbeitnehmer aus Kroatien ist für eine zunächst zweijährige Übergangszeit eingeschränkt.[74]
- Kroatien verpflichtet sich, dem „reformierten Schengenraum“ beizutreten.
- Die von der Union mit Drittstaaten oder mit internationalen Organisationen geschlossenen oder vorläufig angewendeten Abkommen oder Übereinkünfte werden ab dem EU-Beitritt bindend.
- Institutionelle Bestimmungen: Im Rat der EU erhält Kroatien die Gewichtung von 7 Stimmen.[75] Kroatien wird in der kommenden Legislativperiode mit 12 Abgeordneten im Europäischen Parlament vertreten sein.[76] Für einen Übergangszeitraum werden bis zur Europawahl 2014 am 14. April 2013 interimistische Abgeordnete gewählt. Kroatien wird in der Europäischen Kommission durch einen Kommissar vertreten. Kroatische Vertreter werden auch für zahlreiche andere EU-Institutionen ernannt.
- Finanz- und Haushaltsbestimmungen: Kroatien beteiligt sich ab dem Beitritt an der Finanzierung des EU-Haushalts.
- Die kroatische Sprache wird zur Amtssprache in den EU-Institutionen.